# آنتونی پرز
آنتونی پرز (فرانسوی: Anthony Perez‎؛ زادهٔ ۲۲ آوریل ۱۹۹۱ ‏(۳۳ سال)) دوچرخه‌سوار اهل فرانسه است.
از باشگاه‌هایی که وی در آن رکاب زده‌است می‌توان به دلکو–مارسی پوونس کی‌تی‌ام و تیم دوچرخه‌سواری کوفیدیس اشاره کرد.